# Campagna delle Caroline
(Il Gen. W.T. Sherman al Gen. Henry Halleck)
La campagna delle Caroline è stata l'ultima campagna militare sul Teatro Occidentale della guerra di secessione americana.
Nel gennaio 1865 il generale nordista William Tecumseh Sherman partendo da Savannah (Georgia) avanzò verso nord attraverso la Carolina del Sud e la Carolina del Nord per ricongiungersi con il resto dell'esercito nordista in Virginia.
Durante l'avanzata, Sherman sconfisse le forze confederate nella battaglia di Bentonville del marzo 1865, costringendo il generale Joseph Eggleston Johnston, alla guida dell'ultima grande Armata confederata ancora in guerra, ad arrendersi in aprile.

## Contesto
Dopo aver completato la sua marcia verso il mare conquistando Savannah, Sherman ricevette ordini dal generale Grant di fornire rinforzi all'Armata del Potomac e all'Armata del James in Virginia dove Grant era impegnato nell'assedio di Petersburg contro il comandante confederato Robert Edward Lee.
Sherman però riuscì a convincere Grant ad autorizzare una sua avanzata attraverso le due Caroline volta in particolare a conquistare la Carolina del Sud, lo stato che per primo aveva deciso di recedere dall'Unione la cui occupazione dunque aveva un forte valore simbolico.
Il generale Sherman iniziò la propria avanzata verso Columbia (Carolina del Sud) alla fine del gennaio 1865 alla testa di circa 60 000 uomini divisi in tre ali: l'Armata del Tennessee (sotto la guida del generale maggiore Oliver O. Howard), l'Armata dell'Ohio (comandata dal generale maggiore John Schofield) e due corpi d'armata, il XIV ed il XX, guidati dal generale maggiore Henry Warner Slocum (che in seguito verrà nominato comandante dell'Armata della Georgia). Durante l'avanzata Sherman ottenne ulteriori rinforzi e all'inizio del mese di aprile era al comando di 88 948 uomini.
Le forze confederate nelle Caroline erano considerevolmente inferiori per uomini e mezzi. Il grosso dell'esercito sudista era costituito dall'Armata Confederata del Tennessee di Johnston le cui forze verso la metà di marzo erano di 9 513 uomini e un mese dopo era salite a 15 188 L'Armata di Johnston era organizzata in tre corpi comandati da Stephen D. Lee, William Joseph Hardee e Alexander Peter Stewart. Nella Carolina del Nord erano inoltre attive due forze di cavalleria sotto il comando del generale maggiore Wade Hampton III e un'unità molto più piccola di stanza a Wilmington sotto il comando del generale Braxton Bragg.
Il piano di Sherman mirava ad evitare le truppe confederate dispiegate ad Augusta (Georgia) ed a Charleston (Carolina del Sud) per raggiungere entro il 15 marzo 1865 la città di Goldsboro (Carolina del Nord). Sherman fece marciare le sue armate simultaneamente in più direzioni, creando confusione e disperdendo le forze dei Confederati, per nascondere il suo vero obiettivo primario: Columbia, la capitale della Carolina del Sud.

## Battaglie

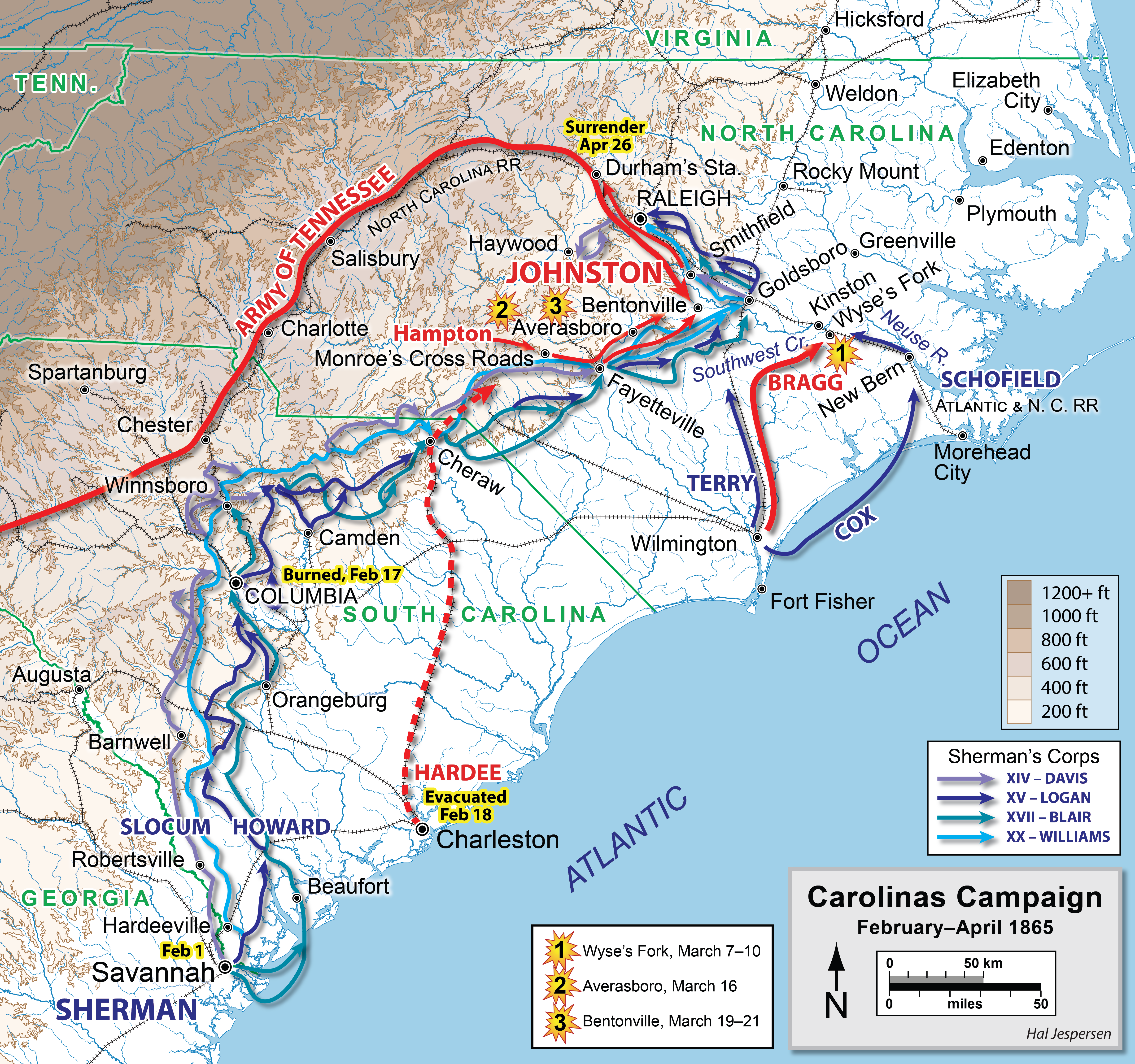
I movimenti degli eserciti nella campagna delle Carolina

Di seguito le maggiori battaglie combattute durante la campagna delle Carolina.
Battaglia di Rivers' Bridge (3 febbraio 1865)
La divisione confederata del maggior generale Lafayette McLaws tentò di impedire all'ala destra dell'Armata di Sherman l'attraversamento del fiume Salkehatchie. La divisione del maggior generale Francis P. Blair (dell'armata di Howard) attraversò il fiume e attaccò ai fianchi McLaws. McLaws si ritirò a Branchville; la sua opposizione causò solo un giorno di ritardo nell'avanzata dell'esercito dell'Unione.
Il 17 febbraio Columbia si arrese alle truppe di Sherman e la cavalleria di Hampton si ritirò dalla città. L'esercito dell'Unione fu travolto dalla moltitudine di prigionieri Federali e Afro-Americani che furono liberati. Molti soldati si impadronirono delle scorte di liquore dei locali della città e cominciarono a ubriacarsi. Scoppiarono incendi nella città, che furono alimentati dal forte vento. La maggior parte del centro della città fu distrutto e i Vigili del fuoco incontrarono grosse difficoltà nell'operare insieme alle truppe dell'Unione, nonostante molti soldati cercassero di dare una mano nello spegnere gli incendi. Le cause dell'incendio della città di Columbia ha suscitato molte polemiche: qualcuno affermava che i roghi erano accidentali; altri sostenevano che erano stati deliberati atti di vendetta. Altri ancora indicavano nella causa degli incendi i soldati Confederati, che avrebbero dato fuoco alle balle di cotone affinché non cadessero in mano agli unionisti. Lo stesso giorno i Confederati evacuarono Charleston. Il 18 febbraio le truppe di Sherman distrussero qualunque cosa avesse un valore militare nella città di Columbia, inclusa la stazione ferroviaria, depositi, magazzini e arsenali. Il 22 febbraio anche Wilmington si arrese.
Battaglia di Wyse Fork (7 - 10 marzo 1865)
Schofield pianificò di penetrare all'interno, partendo da Wilmington, in febbraio. Contemporaneamente ordinò al maggior generale Jacob D. Cox di avanzare da New Bern verso Goldsboro. Il 7 marzo l'avanzata di Cox fu fermata dalla divisione del generale Braxton Bragg a Southwest Creek, a sud di Kinston nella Carolina del Nord. L'8 marzo le truppe Confederate presero l'iniziativa attaccando l'esercito dell'Unione ai fianchi; dopo alcuni successi iniziali l'attacco si bloccò a causa di problemi nelle comunicazioni. Il 9 marzo le truppe dell'Unione ricevettero i rinforzi e il 10 marzo respinsero i nuovi attacchi di Bragg dopo aspri combattimenti. Bragg fu costretto a ritirarsi lungo il fiume Neuse e non fu in grado di evitare la caduta di Kinston il 14 marzo.
Battaglia di Monroe's Cross Roads (10 marzo 1865)
Mentre l'Armata di Sherman avanzava nella Carolina del nord, la divisione di cavalleria del maggior generale Judson Kilpatrick proteggeva il suo fianco sinistro. La sera del 9 marzo due brigate di Kilpatrick si accamparono nei pressi di Charles Monroe House, nella Contea di Cumberland (ora Hoke). La mattina del 10 marzo la cavalleria Confederata di Hampton sorprese i Federali nel loro campo, costringendoli a ritirarsi confusamente e impadronendosi dei rifornimenti e dell'artiglieria; i Federali si riorganizzaronono e contrattaccarono, riconquistando il campo e recuperando l'artiglieria dopo un'aspra battaglia. Poiché stavano arrivando rinforzi per l'Unione, i soldati Confederati si ritirarono.
Battaglia di Averasborough (16 marzo 1865)
Il pomeriggio del 15 marzo la cavalleria di Kilpatrick attaccò il Corpo d'armata di Hardee che era dispiegato nei pressi di Smithville. Il suo assalto fu respinto e Kilpatrick si ritirò chiedendo il supporto della fanteria. Durante la notte, giunsero quattro divisioni del XX Corpo d'armata per affrontare i Confederati. All'alba del 16 marzo i soldati dell'Unione avanzarono contro la divisione Confederata, ma furono respinti e contrattaccati. A metà mattina i Federali rinnovarono il loro attacco forti di nuovi rifornimenti, riuscendo a penetrare nelle prime due linee di difesa dei Confederati, ma furono respinti dalla terza linea. Nel tardo pomeriggio arrivò sul campo di battaglia il XIV Corpo d'armata dell'Unione, ma non fu in grado di schierarsi prima dell'oscurità a causa del terreno paludoso. Hardee si ritirò durante la notte, dopo aver resistito all'avanzata dell'esercito dell'Unione per quasi due giorni.
Battaglia di Bentonville (19 - 21 marzo 1865)
Mentre l'avanzata di Slocum era bloccata a Averasborough dalle truppe di Hardee, l'ala destra dell'Armata di Sherman comandata da Howard marciava verso Goldsboro. Il 19 marzo Slocum raggiunse le truppe trincerate del generale Joseph E. Johnston a Bentonville. Johnston aveva incrementato le sue forze, raggiungendo il numero di 21 000 uomini, con le truppe di Bragg che avevano abbandonato Wilmington. Nel tardo pomeriggio Johnston attaccò, spezzando la linea di difesa del XIV Corpo d'armata; solamente con ripetuti contrattacci e aspri combattimenti fu affievolita l'offensiva Confederata. Reparti del XX Corpo d'armata furono inviati subito ai combattimenti non appena giunsero sul campo di battaglia. I Confederati tentarono per cinque volte di sfondare la linea di difesa dell'Unione ma, con l'arrivo dell'oscurità, terminarono i combattimenti per questo primo giorno di battaglia. Durante la notte Johnston dispose la sua linea a forma di "V" per proteggersi i fianci, avendo Mill Creek alle spalle. Il 20 marzo Slocum ricevette un grande numero di rinforzi, ma i combattimenti furono sporadici. Sherman era propenso a consentire la ritirata di Johnston; tuttavia, il 21 marzo Johnston era ancora sulle sue posizioni, avendo fatto evacuare solamente i soldati feriti. Si accesero delle schermaglie lungo l'intera linea del fronte. Nel pomeriggio, il maggior generale Joseph Mower condusse la sua divisione su uno stretto sentiero che, passando attraverso Mill Creek, lo condusse alle spalle di Johnston. I Confederati contrattaccarono, bloccando l'avanzata di Mower, riuscendo a salvare l'unica via possibile per la ritirata. Mower si ritirò, terminando i combattimenti per quella giornata. Durante la notte Johnston si ritirò, attraversando il ponte a Bentonville. Le forze dell'Unione lo inseguirono alle prime luci dell'alba, liberando la retroguardia di Wheeler e riuscendo a salvare il ponte. L'inseguimento dei Federali si arrestò a Hannah's Creek dopo alcune schermaglie. Sherman, dopo aver riorganizzato le sue truppe a Goldsboro, riprese l'inseguimento di Johnston verso Raleigh.

## Conseguenze
La campagna delle Carolina di Sherman, nella quale il suo esercito marciò per 684 chilometri in 50 giorni, fu simile alla sua marcia verso il mare in Georgia, anche se fu più stressante dal punto di vista fisico. Tuttavia, l'esercito Confederato, in forte inferiorità numerica, si oppose a Sherman sempre meno violentemente e con sempre minori motivazioni.
Il 18 aprile 1865, tre giorni dopo la morte del presidente Abraham Lincoln, Johnston fu costretto a firmare un armistizio con Sherman a Bennett Place, una fattoria nei pressi di Durham (Carolina del Nord). Sherman si infilò in un ginepraio di polemiche offrendo i termini della resa a Johnston che comprendevano sia questioni politiche che militari, senza l'autorizzazione del generale Grant o del governo degli Stati Uniti. La confusione riguardo a questo trattato durò fino al 26 aprile quando Johnston acconsentì ai termini puramente militari e dichiarò la resa formale della sua armata e di tutte le forze armate nelle Carolina, in Georgia e in Florida. Questa fu la seconda resa significativa del mese: il 9 aprile Robert E. Lee aveva firmato la resa dell'Armata Confederata della Virginia Settentrionale a Court House, un villaggio a 5 chilometri da Appomattox in Virginia. Questo significò la fine virtuale della Confederazione anche se alcuni piccoli gruppi di ribelli continuarono a resistere, soprattutto nella regione del Mississippi.